# Citroën Méhari
La Citroën Mehari è una piccola autovettura per il tempo libero realizzata in ABS, appartenente alla tipologia d'auto conosciuta anche come "spiaggina". Utilizza il pianale e la meccanica della 2CV.

## Storia

### Origini e debutto
Quello delle "spiaggine" fu un tema in cui molti costruttori europei si cimentarono durante gli anni cinquanta e sessanta: la voglia di tornare a respirare la vita dopo gli orrori della guerra e le fatiche della ricostruzione furono lo stimolo a concepire particolari tipologie di vetture che ispirassero allegria. Le prime proposte da parte di alcuni carrozzieri rimasero allo stadio di fuoriserie e si limitarono a una produzione di una manciata di esemplari. Ma nel 1964 dalla Gran Bretagna arrivò la Mini Moke, una vettura che venne prodotta in serie e che riscosse tra l'altro anche un buon successo di vendite. In quegli anni, in Francia, vi fu un personaggio di nome Roland de la Poype, di nobili origini e titolare della SEAB (Société d'Exploitation et d'Application des Brevets, ossia Società di sperimentazione ed applicazione dei brevetti) che notando il successo ottenuto dalla Mini Moke pensò di cavalcare l'onda e proporre a qualche Casa costruttrice l'idea di una vettura dalle caratteristiche analoghe a quelle della piccola inglesina da tempo libero. La proposta giunse anche a Pierre Bercot, all'epoca presidente della Citroën, il quale accettò la proposta e la girò a uno dei membri del team di designer della Casa francese, Jean-Louis Barrault, con il quale venne fissato un incontro proprio con de la Poype. Dopo aver preso una furgonetta 2CV e dopo averla denudata di tutti i pannelli di carrozzeria e di tutti gli interni, ne venne analizzato il telaio a pianale tipico di tutte le vetture derivate dalla 2CV. Alla fine si decise di costruire una carrozzeria interamente in materiale plastico, allo scopo di evitare il formarsi della ruggine e di risparmiare peso influendo così positivamente sulle prestazioni.
Inizialmente si fecero solo delle prove utilizzando pannelli in cartone fissati sul telaio nudo della 2CV, ma di lì al prototipo con la vera e propria carrozzeria in plastica il passo fu breve. I primissimi prototipi avevano la carrozzeria formata da pannelli in ABS lisci. In un secondo momento si decise di utilizzare pannelli zigrinati a nervature fitte orizzontali, in modo da rendere più rigido il corpo vettura. Il motore utilizzato inizialmente era un bicilindrico da 425 cm³.
Non ci volle molto neppure per arrivare agli esemplari di pre-serie: come base meccanica fu scelta quella della Dyane, che però era a sua volta imparentata con quella della 2CV, per cui non ci si distaccò eccessivamente da quella che era l'idea iniziale. Per questo la genesi della nuova vettura fu abbastanza breve. Roland de la Poype credeva di dover produrre la vettura presso il suo impianto, ma Bercot lo sollevò dal compito, imponendo che la produzione avvenisse presso l'impianto di Quai de Javel. A de la Poype venne tuttavia richiesto inizialmente di produrre i 12 esemplari di pre-serie da destinare alla presentazione alla stampa, presentazione che avvenne presso il campo da golf di Deauville il 16 maggio 1968.
La presentazione al pubblico avvenne invece il 3 ottobre dello stesso anno al Salone dell'automobile di Parigi: alla fine della kermesse, la Méhari già raccolse 500 ordini.

### Caratteristiche
L'auto prende il nome da una rinomata razza sud-arabica di dromedari della regione del Mahra, che dà origine al dromedario da corsa chiamato appunto mehari (arabo mahrī, "del Mahra"). Nel caso della nuova vettura, voleva alludere alla sua resistenza anche in condizioni più difficili e alla sua sobrietà nel "bere".
Nasceva sul telaio della Dyane, di cui conservò l'intero comparto meccanico, a partire dal motore bicilindrico da 602 cm³ con raffreddamento ad aria e in grado di erogare una potenza massima di 29,6 CV DIN (pari a 32,8 CV SAE). Anche le sospensioni e l'impianto frenante, così come sterzo e cambio furono derivati direttamente dalle due popolari utilitarie. Motore, cambio e il resto della meccanica furono fissati su un telaio a pianale derivato direttamente da quello della 2CV, rispetto al quale, però, venne accorciato di 22 cm per risparmiare ulteriormente peso. Ciò si ripercosse negativamente sull'abitabilità.
Sul telaio venne imbullonata una inedita carrozzeria in materiale plastico, la cui lavorazione costituì la vera specialità della SEAB: tale soluzione permetteva di evitare la formazione di ruggine e garantiva un sensibile risparmio di peso. Inoltre, avendo utilizzato plastica colorata in massa, non si correva neppure il rischio che si potesse scrostare la vernice. Le zigrinature longitudinali della carrozzeria garantivano migliori doti di rigidità.
Con la sua massa, che a secco era di soli 475 kg, la Méhari riusciva a compensare almeno in parte la modesta potenza del suo propulsore. La velocità infatti, raggiungeva i 110 km/h con la copertura del tetto e laterale e non superava i 95 km/h decappottata.

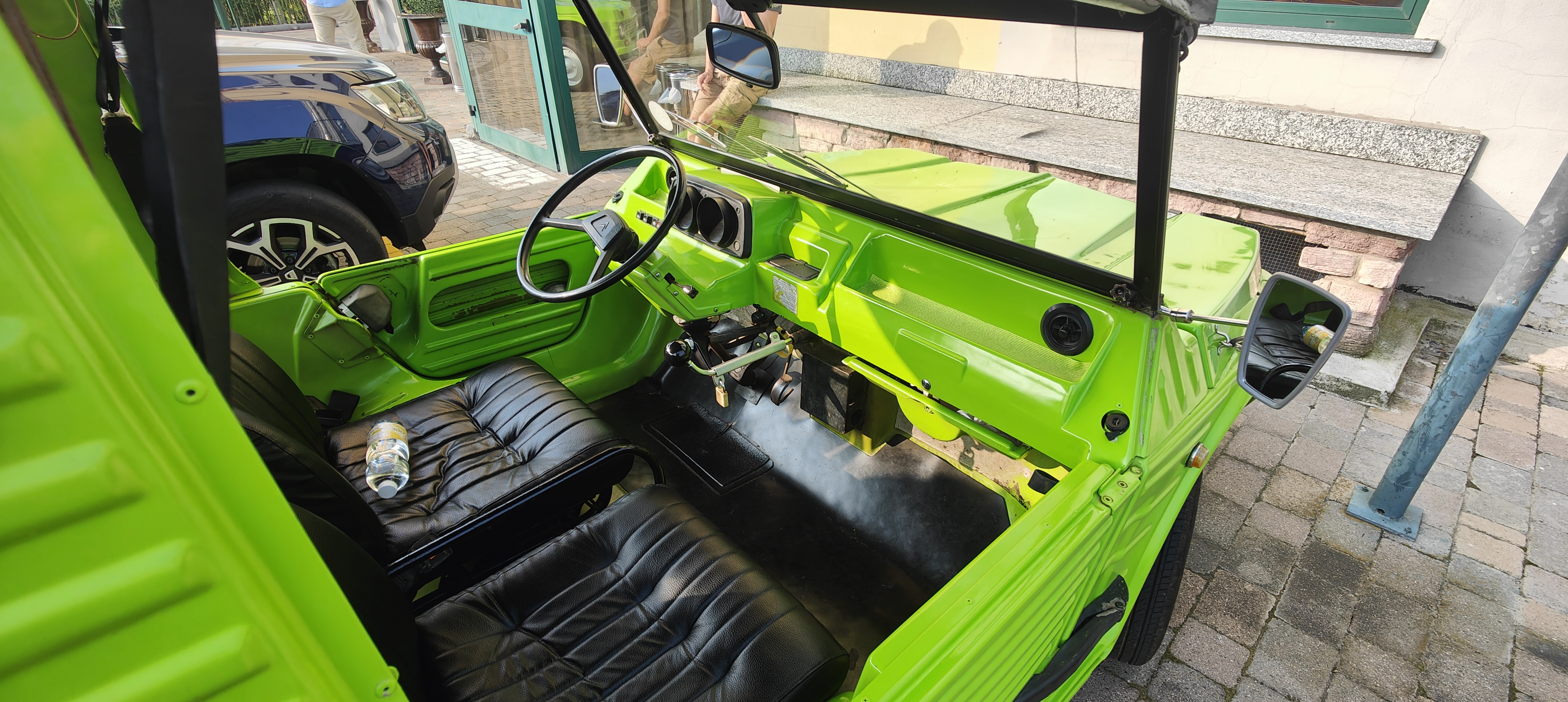
Il cruscotto

La Méhari estremizzava il concetto di spartanità già molto evidente sulla 2CV. Si trattava di fatto di una delle auto dalla dotazione più elementare che siano mai esistite. Le portiere erano inizialmente in tela con finestratura in vinile trasparente. I posti posteriori potevano essere rimossi lasciando spazio per un piano di carico ampio (circa 1,2 m² di superficie) e su cui era possibile caricare fino a 400 kg di portata.
Durante l’inverno tra il 1973 e il 1974, un ignoto piromane incendiò ben 63 Méhari parcheggiate per le strade di Parigi. Nella notte tra l'8 e il 9 febbraio 1974, l'incendio di un'altra vettura provocò la morte per intossicazione di un anziano, a causa dei fumi che entrarono nella sua abitazione. L'ignoto piromane non fu mai identificato e rimase impunito.

### Evoluzione

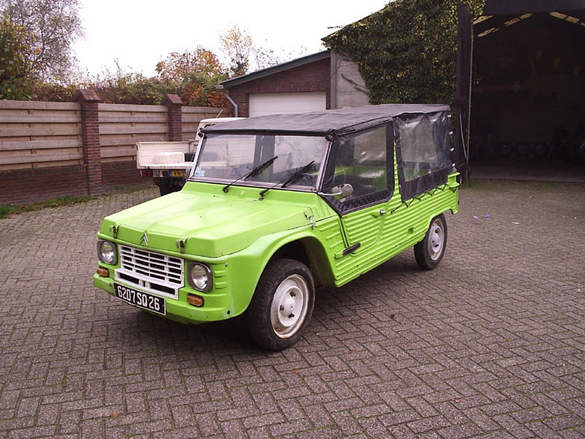
Una Méhari dopo l'aggiornamento del 1978

Gli esemplari presentati a Parigi e a Deauville erano di pre-serie: questi differivano da quelli definitivi per alcuni particolari, come ad esempio le ruote con coprimozzi, gli indicatori di direzione anteriori sotto i proiettori, i fanalini posteriori in stile 2CV, la ruota di scorta sistemata a sinistra.
All'impianto SEAB venne in seguito affidato il compito di assemblare i primi 2.500 esemplari definitivi.
Dalla fine del 1969 vi furono lievi aggiornamenti al frontale, consistenti nel ridisegnamento e riposizionamento di alcune luci di servizio, come gli indicatori di direzione frontali. L'anno seguente, le portiere divennero parzialmente in plastica, mentre apparve una nuova versione a soli due posti e omologata come autocarro, in modo da risparmiare dal punto di vista fiscale. Contemporaneamente apparvero un nuovo specchietto retrovisore esterno rotondo e un rudimentale antifurto.
Nel 1972 la gamma si allargò con l'arrivo di una versione denominata Méhari Type Armée e caratterizzata dalla presenza di due batterie. Nel 1975 venne montato un nuovo cruscotto con voltmetro, mentre due anni dopo l'impianto frenante divenne a doppio circuito frenante e lo sterzo venne maggiormente demoltiplicato. Nel 1978 ricevette una nuova calandra smontabile, mentre gli indicatori di direzione migrarono nuovamente sotto i fari come negli esemplari di pre-serie. Inoltre l'impianto frenante ricevette freni anteriori a disco.
Nel maggio del 1979 vi fu l'arrivo della Méhari 4×4, versione dalle maggiori velleità fuoristradistiche in quanto provvista di trazione integrale. Rispetto alla versione a trazione anteriore, la 4×4 presentava numerose modifiche tecniche, tra cui un nuovo ponte posteriore con un nuovo differenziale bloccabile. Anche il cambio era differente, avendo sette marce, di cui tre ridotte, mentre l'impianto frenante era a quattro dischi. Grazie alla trazione integrale e al cambio con ridotte, la 4x4 era in grado di affrontare anche pendenze del 60%. In questa configurazione, il peso a vuoto arrivava a 555 kg. La 4x4 fu utilizzata come mezzo di pronto soccorso durante i rally in Africa. Contemporaneamente al lancio della 4x4 tutta la gamma beneficiò dell'arrivo del cruscotto della Citroën LNA.
Nel 1982 la 4x4 venne aggiornata nelle sospensioni, ora più basse da terra, e nella carrozzeria, ora con passaruota allargati. Il vano della ruota di scorta passò sopra il cofano anteriore. Nel 1983 la 4x4 venne tolta dal listino, mentre apparve la serie limitata Azur: dato il successo di quest'ultima versione, essa venne integrata nella gamma Méhari.
L'ultima Méhari uscita dalle linee di montaggio è datata 30 giugno 1987.

### Versioni speciali

#### Citroën Méhari Armée
Tra i vari impieghi che hanno visto protagonista la Méhari vi furono quelli militari, specialmente da parte dell'esercito francese: questi ultimi utilizzarono vetture modificate nell'impianto elettrico, e che utilizzavano due batterie da 12 V poste in serie.
L'esercito francese ha scelto la Méhari Armée dopo una ricerca di mercato da cui è emerso un orientamento per un mezzo leggero, economico, che massimizzasse il costo-efficacia, e siccome esso era destinato alle retrovie, venne considerato inutile armarla con qualche tipo di dispositivo bellico. Aveva la capacità di carico di 405 kg, svolgendo il compito di mezzo da comando, comunicazioni e trasporto leggero.
Pur non essendo a trazione integrale si è rivelata abbastanza leggera da essere utilizzabile con una certa disinvoltura anche fuoristrada. Le sospensioni sono costituite da bracci a interazione laterale su molle spirali. In totale furono 11.500 le Méhari ordinate per l'Esercito e le forze di Polizia francesi.

#### Le serie limitate
- Azur: prevista inizialmente in una tiratura limitata a 700 esemplari, la Mehari Azur venne poi integrata nella gamma "normale" dato il gran successo ottenuto. La Azur si distingueva dalle altre Méhari per la carrozzeria di color bianco con portiere, calandra e capote di color azzurro. I sedili erano rivestiti in tessuto a righe bianche e azzurre.
- Plage: contemporaneamente alla Azur venne introdotta anche la serie Plage, riservata ai mercati della penisola iberica. La vettura, prodotta a Mangualde, in Portogallo (dove nel frattempo era stato attivato un nuovo nodo produttivo per la Méhari), era caratterizzata dalla carrozzeria di color giallo con cerchi bianchi.

#### Le Méhari nel resto del mondo
Tra il 1970 e il 1971 la Méhari tentò la fortuna anche negli Stati Uniti d'America: per soddisfare le normative locali, la versione prevista per gli USA venne dotata di fari anteriori maggiorati, luci di retromarcia e luci di emergenza. Le Méhari vendute oltreoceano furono un migliaio circa.
Venne proposta anche in Sudamerica: le Méhari previste per tali mercati non vennero prodotte con carrozzeria esclusivamente in plastica, ma in plastica con rinforzi in vetroresina. In realtà la sua carriera cominciò nel 1971 con la denominazione di AZAM M28 Sport Convertible: la vettura era pressoché identica a quella europea. Nel 1976 vennero allargati i passaruota mentre tra il 1977 e il 1980 la vettura prese le denominazioni di Mehari II o Ranger, a seconda dei mercati finali di destinazione. Dal 1981 in poi la produzione venne affidata alla Nicrodur, una società argentina, che la produsse fino al 1987.

## La Méhari nella cultura di massa
Il giornalista napoletano Giancarlo Siani è stato il proprietario di una Méhari targata NA K14314. L'auto era verde con capote nera in tela. Diventò tristemente famosa poiché il giornalista fu assassinato a bordo di questa il 23 settembre 1985, colpito 10 volte alla testa da due sicari mandati dalla camorra.
Tra ottobre e dicembre del 2013 la Méhari di Siani ha compiuto un viaggio da Napoli a Bruxelles, passando per Roma, al fine di ricordare la vita di questo giornalista, come di tutti gli altri giornalisti uccisi dalle mafie.